# Giovan Battista Bertani

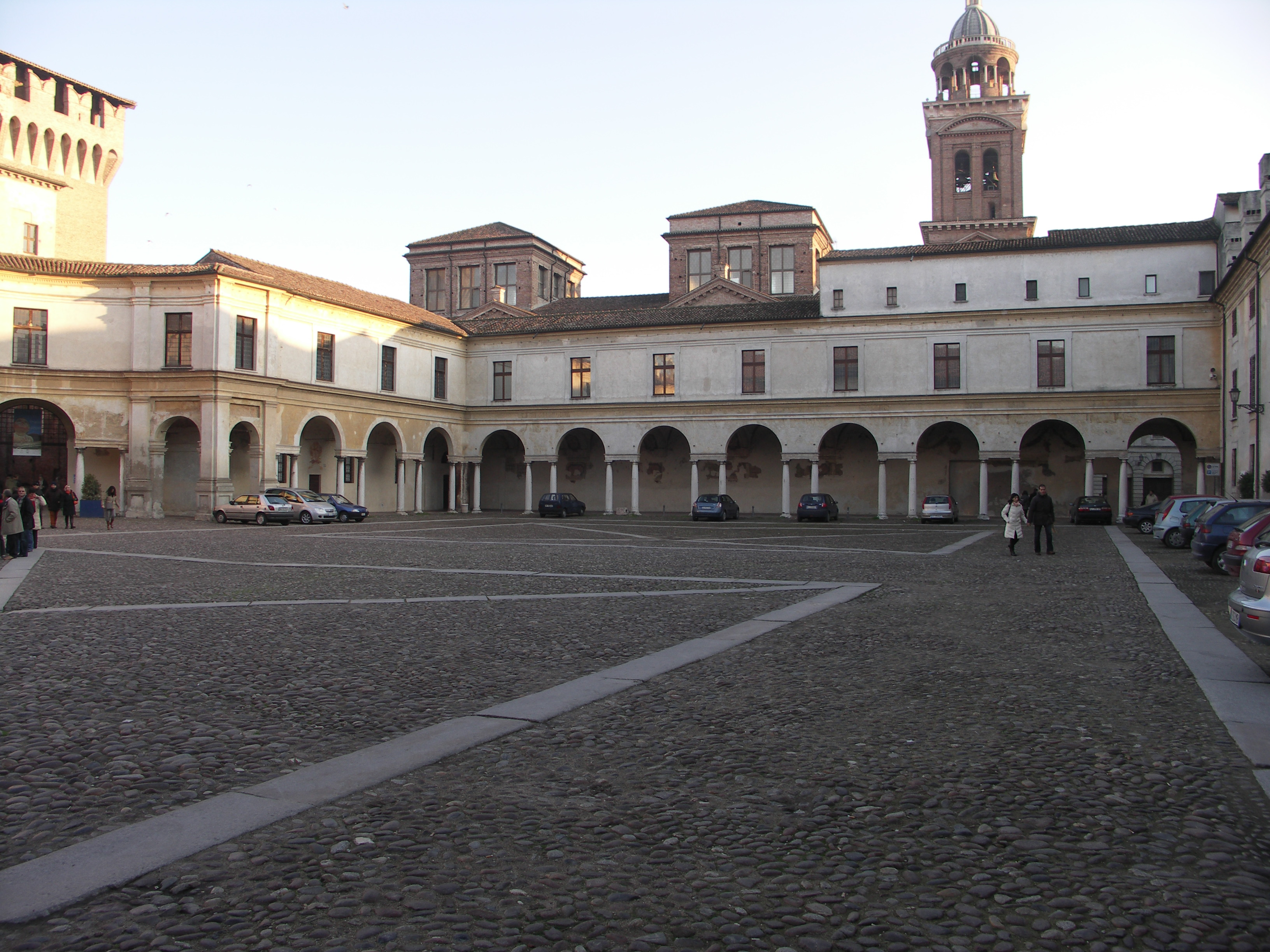
Mantoue, Palazzo Ducale: le Prato di Castello et le clocher de Santa Barbara (Giovanni Battista Bertani)

Giovanni Battista Bertani  (Mantoue, 1516 - Mantoue, 2 avril 1576) est un architecte italien.

## Biographie

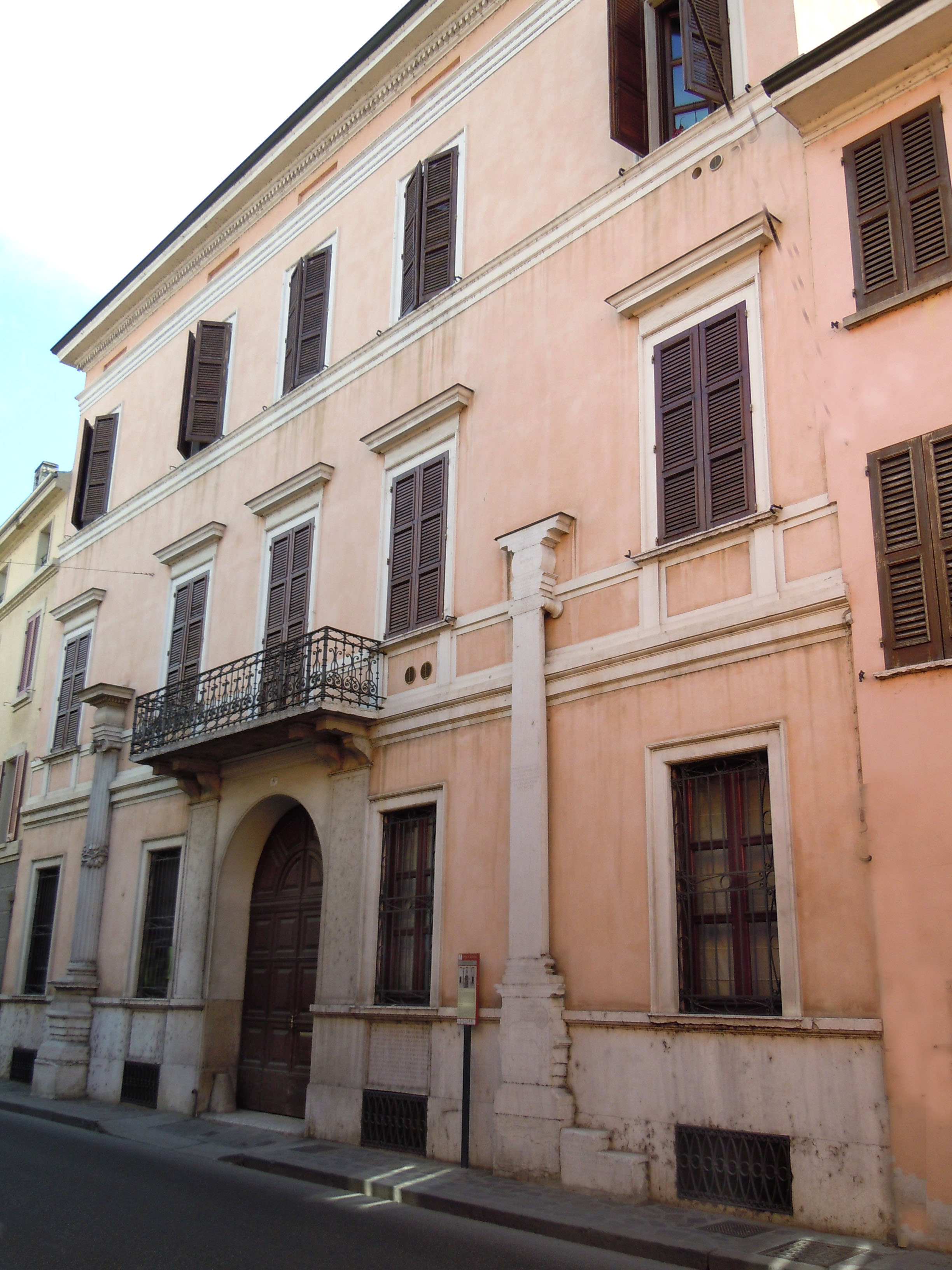
Mantoue, maison de Bertani

Elève de Giulio Romano à Mantoue, Bertani poursuivit son travail. En 1549, déjà directeur de la Fabrique du Duomo, trois ans après le décès de son maître, il est nommé préfet des Fabriques ducales , fonction qu’il occupa jusqu’à sa mort en 1576.  
Il fut immédiatement chargé de construire le premier théâtre de la cour (1549). Ce théâtre fut détruit par un incendie en 1588. 
Pour ses travaux, il s’inspira des règles de Sebastiano Serlio, l’un des plus grands théoriciens de l'architecture de la Renaissance et grand érudit spécialiste de Vitruve. Bertani publia en 1558 le traité Degli obscuri où il traduit des passages difficiles de l'œuvre de Vitruve du latin en langue vernaculaire. Il dédia cet ouvrage au cardinal Ercole Gonzaga. 
Sur la façade de la Maison de Bertani, située au 8 de la Via Trieste à Mantoue, on peut voir, sous les fenêtres, deux pierres tombales sur lesquelles sont inscrites des commentaires sur les textes de Vitruve sous les fenêtres, et deux colonnes de marbre de style ionique érigées des deux côtés de la porte d'entrée, l'une entière et l'autre en coupe. Sur cette dernière, il fit graver le schéma des proportions de l'ordre architectural et une liste des principales mesures antiques et modernes. 
Sous le règne de Guglielmo Gonzague, Bertani fut chargé de rénover les appartements du duc dans le Palais Ducal dont il agrandit la Salle de Troie pour en faire une véritable galerie, lieu d'exposition des collections des Gonzague. Il est le responsable de la conception et la construction de la Basilique Palatine de Sainte-Barbara. En 1566, il construisit également le clocher surmonté d'un dôme et soutenu par des colonnes de marbre de style dorique. Il conçut et construisit la cour Cavallerizza, reprenant le motif architectural que Giulio Romano avait utilisé pour la façade du palazzo Rustica. 
Il termina la reconstruction de la cathédrale, commencée en 1545 par Giulio Romano. À partir du début des années 1550, il en dirigea la décoration intérieure qui comprenait la réalisation de dix retables qui furent commandés à différents artistes, dont le jeune Véronèse. 
En 1567, l'Inquisition le fit arrêter pour hérésie. Il fut accusé avec d'autres membres de la cour ducale d'avoir rejoint le protestantisme et contraint à se rétracter le 16 mai 1568 dans l'église de San Domenico (it). Cependant, à la fin du procès, le duc Guglielmo le rétablit immédiatement en tant que préfet des Fabriques ducales.

## Technique et inspiration
Giovanni Battista Bertani se chargeait des projets architecturaux et des dessins préparatoires, puis il en confiait la réalisation à ses nombreux assistants. Il fut d'abord un remarquable dessinateur.
Il portait un grand intérêt aux écrits de Vitruve. Il s'inspira du De architectura pour rédiger un traité sur l'ordre ionique qu'il publia en 1558. Cet ouvrage est dédié à Hercule Gonzague et est agrémenté d'une gravure représentant Hercule et l'Hydre, réalisée au burin par le graveur mantouan Giorgio Ghisi sur un de ses dessins.

## Note
1. ↑   Décret de nomination du duc Francesco III Gonzaga du 14 mai 1549
2. 1 2 3 4 5  Barbara Furlotti et Guido Rebecchini (trad. de l'italien), L'art à Mantoue, Paris, Hazan, octobre 2008, 270 p. (ISBN 978-2-7541-0016-8), page 200